# Ranger 5

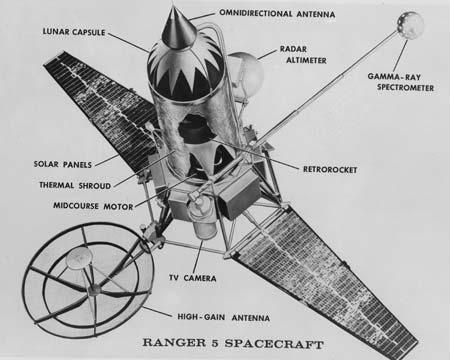
A sonda Ranger 5.

A Ranger 5, foi a quinta sonda do Programa Ranger. Lançada em 18 de outubro de 1962, seu objetivo era:
transmitir fotos da superfície da Lua antes do impacto, além de outros experimentos.
Devido a um defeito não identificado, o abastecimento de energia foi transferido dos painéis solares para as baterias, o comportamento normal
não foi restabelecido, e as baterias se esgotaram em 8 horas e 44 minutos, com isso, a sonda passou a 724 quilômetros de distância da Lua em 21 de outubro.